# Henri Peretz
Pour les articles homonymes, voir Peretz.
Henri Peretz est un sociologue et écrivain français.
Il a enseigné la sociologie à l'Université de Paris VIII jusqu'à sa retraite en 2006 et est chercheur au groupe de recherche École, travail et institutions (GETI). Il travaille notamment sur la tradition ethnographique de l'école de Chicago. Il s'intéresse aussi à la photographie et a notamment participé au texte de l’ouvrage The Table of Power datant de 1996 de la photographe Jacqueline Hassink, et il a aussi contribué à l’exposition ainsi qu'au livre de Jeffrey Ian : Magnum Landscape.